# Casa Montlló
La Casa Montlló és una obra amb elements eclèctics i neoclàssics de Sabadell (Vallès Occidental) inclosa a l'Inventari del Patrimoni Arquitectònic de Catalunya.

## Descripció
Casal de doble cos amb un ampli jardí lateral, format per soterrani, planta baixa i pis. Té la coberta plana i accessible. La façana és notable pel seu equilibri, està ornamentada amb elements de pedra a les obertures i balustrada al coronament. La façana del pati, la tanca del jardí i l'accés a la cotxera tenen un estimable nivell de tractament i acabats. També són remarcables el cancell i la fusteria de les finestres i els balcons.